# پایگاه داده میراث استرالیا
پایگاه داده میراث استرالیا یک پایگاه داده آنلاین قابل جستجو از مکان‌های میراث در استرالیا است که اطلاعات بیش از ۲۰٬۰۰۰ مکان میراثی را در بر می‌گیرد. این پایگاه داده شامل مکان‌های میراث طبیعی، تاریخی و بومی است که در فهرست‌های جداگانه نگهداری می‌شوند. این فهرست‌ها شامل فهرست میراث جهانی، فهرست میراث ملی، فهرست میراث مشترک‌المنافع، فهرست املاک ملی، و فهرست مکان‌های تاریخی خارج از استرالیا هستند.
این پایگاه داده توسط وزارت کشاورزی، آب و محیط زیست استرالیا مدیریت می‌شود و با مشورت شورای میراث استرالیا به‌روزرسانی می‌شود. اطلاعات موجود در این پایگاه داده شامل وضعیت قانونی مکان‌ها، اهمیت تاریخی و فرهنگی، شرایط فیزیکی، تاریخچه، موقعیت جغرافیایی، و تصاویر مرتبط است. برخی از مکان‌های ثبت‌شده در این پایگاه داده دارای اهمیت جهانی هستند و در فهرست میراث جهانی قرار دارند. علاوه بر این، فهرست‌های منطقه‌ای نیز برای مکان‌های دارای ارزش ملی و فرهنگی نگهداری می‌شود و اطلاعات هر مکان همراه با گزارش‌های تفصیلی و اسناد تاریخی منتشر می‌شود.
از ویژگی‌های این پایگاه داده می‌توان به امکان جستجوی پیشرفته اشاره کرد که کاربران را قادر می‌سازد تا مکان‌های میراثی را بر اساس نام، موقعیت جغرافیایی، نوع میراث، و وضعیت قانونی جستجو کنند. همچنین، این پایگاه داده شامل کتابخانه تصویری میراث استرالیا است که تصاویر مکان‌های ثبت‌شده را ارائه می‌دهد.

## توضیحات
مکان‌ها یا موارد زیر در پایگاه داده گنجانده شده‌اند:
- فهرست میراث جهانی، مکان‌هایی که از ارزش جهانی برجسته‌ای برخوردارند و در فهرست تحت مدیریت سازمان آموزشی، علمی و فرهنگی ملل متحد (یونسکو) قرار گرفته‌اند؛
- فهرست میراث ملی، فهرستی طولانی از مکان‌های طبیعی، تاریخی و بومی که از ارزش میراث ملی برجسته‌ای برای ملت استرالیا برخوردارند؛
- فهرست میراث مشترک‌المنافع، فهرستی از مکان‌های طبیعی، تاریخی و بومی دارای اهمیت میراثی که متعلق به یا تحت کنترل دولت استرالیا هستند؛
- فهرست میراث ملی، فهرستی از مکان‌های طبیعی، تاریخی و میراث بومیان در سراسر استرالیا، که در فوریه ۲۰۰۷ متوقف شد و با فهرست میراث ملی استرالیا و فهرست میراث مشترک‌المنافع جایگزین شد؛
- فهرست اماکن تاریخی برون‌مرزی (LOPHSA),[۵] فهرستی که به صورت نمادین مکان‌هایی با اهمیت تاریخی برجسته برای استرالیا را که در خارج از حوزه قضایی استرالیا واقع شده‌اند، به رسمیت می‌شناسد؛ و
- مکان‌های دیگری نیز برای ثبت در یکی از این فهرست‌ها در نظر گرفته شده‌اند.

## عکس‌ها
کتابخانه عکاسی میراث استرالیا یکی از منابع مهم برای مشاهده تصاویر مکان‌های ثبت‌شده در پایگاه داده میراث استرالیا است. این کتابخانه شامل هزاران تصویر از مکان‌های تاریخی، طبیعی و فرهنگی است که در فهرست‌های مختلف میراثی ثبت شده‌اند. تصاویر موجود در این کتابخانه به محققان، دانشجویان، علاقه‌مندان به محیط‌زیست و تاریخ‌نگاران کمک می‌کند تا درک بهتری از این مکان‌ها داشته باشند و جزئیات مربوط به معماری، شرایط محیطی و ویژگی‌های فرهنگی آن‌ها را بررسی کنند.
کاربران می‌توانند از طریق امکان جستجوی پیشرفته تصاویر را بر اساس نام مکان، موقعیت جغرافیایی، نوع میراث، وضعیت قانونی و دوره تاریخی جستجو کنند. این ابزار جستجو به ویژه برای پژوهشگران و مورخان سودمند است زیرا دسترسی سریع به تصاویر آرشیوی، نقشه‌های تاریخی، و مدارک تصویری مرتبط را فراهم می‌آورد.
این کتابخانه نه‌تنها شامل تصاویر هوایی و زمینی از مکان‌های میراثی است، بلکه نقشه‌های تعاملی، تصاویر ثبت‌شده توسط نهادهای دولتی و عکاسان حرفه‌ای، و داده‌های مرتبط با تغییرات محیطی را نیز ارائه می‌دهد. برخی از تصاویر دارای توضیحات دقیق هستند که اطلاعاتی دربارهٔ اهمیت فرهنگی مکان، شرایط حفاظت، تاریخچه تغییرات، و ثبت‌های قانونی ارائه می‌دهند.
علاوه بر این، کاربران می‌توانند تصاویر مرتبط با مراحل بازسازی و مرمت مکان‌های تاریخی را مشاهده کنند، که به معماران و متخصصان حفاظت از میراث فرهنگی در برنامه‌ریزی‌های حفاظتی کمک می‌کند. این تصاویر همچنین برای اهداف آموزشی، مستندسازی، گردشگری، و تحقیقات تاریخی مورد استفاده قرار می‌گیرند.
یکی از ویژگی‌های منحصربه‌فرد این پایگاه داده امکان بارگذاری و اشتراک‌گذاری تصاویر توسط کاربران است، به این معنا که پژوهشگران و علاقه‌مندان به میراث می‌توانند تصاویر جدید را به کتابخانه اضافه کنند. همچنین، برخی از تصاویر دارای توضیحات صوتی و متن‌های تفصیلی هستند که به درک بهتر اهمیت مکان کمک می‌کنند.